# OpenShift
OpenShift（オープンシフト）はレッドハットが開発するコンテナ化ソフトウェア・ファミリー。

## 概要
OpenShiftは、コンテナ機能であるDockerと、Dockerコンテナのオーケストレーション機能を提供するKubernetesを土台（ベース）に、更にコンテナを使用した開発や運用に便利な機能を提供する。1つはアクセスコントロール、もう1つはコンテナのビルドとデプロイ機能である。アクセスコントロールは、リソース分離と権限分掌によって実現する。ビルドとデプロイの機能は、Kubernetesの機能に追加して、コンテナ型のアプリケーションとして実行するためのDocker Imageの作成やデプロイに関わる機能を追加する。また、OpenShiftそのもののインフラとして機能するコンポーネントもある。

## References
1. ↑  “OpenShift Container Platform 4.17 release notes”. 2025年1月25日閲覧。
2. ↑  Mark Atwood (2012年4月27日). “FAQ: Frequently Asked Questions”. 2012年5月24日時点のオリジナルよりアーカイブ。2012年5月24日閲覧。
3. ↑  Jim Jagielski (2012年4月30日). “Announcing OpenShift Origin – The Open Source Platform as a Service (PaaS)”. 2016年4月27日閲覧。
4. ↑  OpenShiftとKubernetesのちがうところ - RedHat

## 参照
- Jamie Duncan; John Osborne (May 2018). OpenShift in Action. Manning Publications Co.. ISBN 978-1-6172-9483-9
- Stefano Picozzi; Mike Hepburn; Noel O'Conner (May 2017). DevOps with OpenShift. O'Reilly Media. ISBN 978-1-4919-7596-1
- Grant Shipley; Graham Dumpleton (August 2016). OpenShift for Developers. O'Reilly Media. ISBN 978-1-4919-6138-4
- Steve Pousty; Katie Miller (May 2014). Getting Started with OpenShift. O'Reilly Media. ISBN 978-1-4919-0047-5